# Розенберговите не треба да умрат
„Розенберговите не треба да умрат” је југословенски и македонски ТВ филм из 1970. године. Режирао га је Душко Наумовски а сценарио је написан по новели Алена Декоа.

## Улоге
| Глумац              | Улога             |
| ------------------- | ----------------- |
| Цветанка Јакимовска | Етел Розенберг    |
| Драги Костовски     | Јулијус Розенберг |